# Universitet Wizebsk
Der Schanotschy futbolny klub «Uniwersitet» (belarussisch Жаночы футбольны клуб «Універсітэт»), kurz Universitet Wizebsk, war ein Frauenfußballverein aus Wizebsk, Belarus. Er trug seine Heimspiele im 8.144 Plätze fassenden Zentralen Sportkomplex Wizebsk aus. Träger des Vereins war die örtliche Universität.

## Geschichte
Der Verein wurde 1995 gegründet. Innerhalb von acht Jahren arbeitete der Verein sich in die erste belarussische Liga vor. Dort wurde man auf Anhieb Meister und konnte die jahrelange Dominanz des FK Babrujtschanka Babrujsk beenden. 2006/07 und 2007/08 erreichte man jeweils die 2. Runde im UEFA Women’s Cup. In der UEFA Women’s Champions League 2009/10 war die Mannschaft für das Sechzehntelfinale gesetzt, wo sie auf Titelverteidiger FCR 2001 Duisburg traf und mit 1:5 und 3:6 unterlag.

## Erfolge
- Belarussischer Meister 2004, 2005, 2008, 2009
- Belarussischer Pokalsieger 2005, 2006, 2007